# Davide Lanzafame
Davide Lanzafame (Torino, 1987. február 9. –) visszavonult olasz labdarúgó

## Pályafutása

### Klubcsapatokban

#### Juventus
Davide Lanzafame Torinóban született, és a Juventus ifjúsági csapatában kezdett el futballozni, tagja volt a klub utánpótlásbajnokságot nyert csapatának. A felnőtt együttesben 2006-ban mutatkozott be, a Calciopoli miatt a másodosztályba sorolt torinóiaknál. Mindössze egy bajnokin kapott lehetőséget, majd a Juventus többször is kölcsönadta, mígnem 2008-ban eladta a US Palermonak.

#### Bari
A 2007–08-as idényt a szintén másodosztályú AS Bari csapatában töltötte, és Antonio Conte, a klub vezetőedzője meg is adta a lehetőséget a bizonyításra. Lanzafame 37 bajnokin tíz gólt lőve hálálta meg a bizalmat.

#### Palermo
2008. július 1-jén a Palermo bejelentette, hogy megvásárolta Lanzafame és Antonio Nocerino játékjogát a Juventustól, részben a torinóiakhoz igazoló Amaruiért cserébe. Mindössze 9 bajnokin szerepelt a szicíliai gárdában, majd kölcsönben újra a Barihoz került. Az itt töltött három év alatt többször is kölcsönadta őt a klubja, a Juventushoz is visszatért, mindössze három bajnoki erejéig, de megfordult többek közt a Parmánál és a Bresciánál is, mielőtt a Catania 2011-ben meg nem vette.

#### Catania
2011. augusztus 11-én 1 millió euróért váltott csapatot, majd két nap múlva hivatalosan is bemutatták. A 2011–12-es idényben 11 bajnokin egy gólt szerzett, a következő szezont pedig az US Grosseto csapatánál töltötte kölcsönben.

#### Budapest Honvéd
Lanzafame 2013 januárjában a tavaszi szezonra kölcsönben érkezett Magyarországra, a Budapest Honvédhoz, ahol Marco Rossi lett az edzője, valamint az a Raffaele Alcibiade a csapattársa akivel már játszott együtt a Juventus utánpótláscsapataiban is. A kispesti csapatban 10 bajnokin öt gólt szerzett; egyik legemlékezetesebb megmozdulása mégis az volt, amikor a Pécs elleni bajnokin összeveszett csapattársával, Leandro Martínezzel, hogy ki hajtsa végre a büntetőt, a mérkőzés játékvezetője pedig a folyamatos reklamálása után kiállította a magáról megfeledkező olaszt. A kispesti klubnál marasztalták volna, azonban kölcsönszerződése lejárt, majd nem sokkal később egy olaszországi bundavád miatt az Olasz Labdarúgó-szövetség eltiltotta.

#### Perugia
Eltiltásának lejárta után 2014. augusztus 12-én a másodosztályú AC Perugia csapatában tért vissza, azonban másfél idény alatt 41 bajnokin mindössze 1 találatot jegyzett. 2016 januárjában a Novara Calcio, majd augusztusától újból a Budapest Honvéd játékosa lett, miután hároméves szerződést írt alá a magyar klubbal.

#### Budapest Honvéd
A 2016–17-es idényben 25 alkalommal lépett pályára és 11 gól szerzett, míg a 2017–18-as évadban 32 mérkőzésen 18 gólt szerzett.

#### Ferencváros
A 2018–19-es szezonban 28 mérkőzésen 16 gólt szerzett, az aranyérmes csapat tagja lett. A szezon végén gólkirályi címet szerzett Holender Filippel holtversenyben.
2019. július 24-én a labdarúgó Bajnokok Ligája második selejtezőkörében, a párharc első felvonásán két gólt lőtt a máltai Valletta FC ellen 3–1-re megnyert mérkőzésen.

#### Budapest Honvéd
2019. augusztus 12-én bejelentette a Budapest Honvéd, hogy újra a csapat játékosa lesz. A csatár kölcsönbe érkezett a gárdához, amelynek kötelező vásárlási opciója lesz rá az idény végén.
A 2019–20-as bajnokságban 23 alkalommal lépett pályára a Budapest Honvéd színeiben. A lejátszott 1889 perc alatt 11 gólt szerzett és 7 alkalommal kapott sárga lapot.

#### Adana Demirspor
2020. augusztus 25-én a török másodosztályban szereplő Adana Demir Spor Kulübü szerződtette egy évre. Szeptember 27-én mutatkozott be az Ankaraspor ellen, ahol 11 percnyi lehetőséget kapott. Első és egyben utolsó gólját december 1-jén szerezte a Samusunspor ellen hazai pályán. 2021. január 15-én hivatalosan bejelentették, hogy közös megegyezéssel szerződést bontottak.

#### Vicenza
2021. február 1-jén az olasz másodosztályú Vicenza Calcio hivatalos honlapján bejelentette Lanzafame leigazolását a 2020–21-es kiírás végéig.

### A válogatottban
2008 és 2009 között a Pierluigi Casiraghi által irányított U21-es olasz válogatottban hét mérkőzésen egy gólt szerzett, részt vett a 2008-as Touloni Ifjúsági Tornán, az olimpiai keretben nem kapott helyet, csak vésztartalék volt.

## Bundaügy
Lanzafamét azzal vádolták, hogy még a Bari játékosaként részt vett több olasz másodosztályú bajnoki manipulálásában. Ezt később ő is elismerte, mondván egy mérkőzés elcsalásáért 6-7 ezer eurót kapott, majd vádalkut kötött az olasz nyomozó hatóságokkal. Az Olasz labdarúgó-szövetség 2013. július 5-én 16 hónapra tiltotta el, és 40 ezer euróra büntette.

## Statisztikái

### Klubcsapatokban
2020. január 4-én frissítve.
| Klub                         | Szezon           | Liga             | Liga  | Liga | Kupa  | Kupa | Ligakupa | Ligakupa | Európa | Európa | Összesen | Összesen |
| Klub                         | Szezon           | Bajnokság        | Mérk. | Gól  | Mérk. | Gól  | Mérk.    | Gól      | Mérk.  | Gól    | Mérk.    | Gól      |
| ---------------------------- | ---------------- | ---------------- | ----- | ---- | ----- | ---- | -------- | -------- | ------ | ------ | -------- | -------- |
| Juventus                     | 2006–07          | Serie B          | 1     | 0    | 0     | 0    | —        | —        | —      | —      | 1        | 0        |
| Juventus                     | Összesen         | Összesen         | 1     | 0    | 0     | 0    | —        | —        | —      | —      | 1        | 0        |
| Bari (kölcsönben)            | 2007–08          | Serie B          | 37    | 10   | 1     | 1    | —        | —        | —      | —      | 38       | 11       |
| Bari (kölcsönben)            | Összesen         | Összesen         | 37    | 10   | 1     | 1    | —        | —        | —      | —      | 38       | 11       |
| Palermo                      | 2008–09          | Serie A          | 9     | 0    | 1     | 0    | —        | —        | —      | —      | 10       | 0        |
| Palermo                      | Összesen         | Összesen         | 9     | 0    | 1     | 0    | —        | —        | —      | —      | 10       | 0        |
| Bari (kölcsönben)            | 2008–09          | Serie B          | 18    | 2    | 0     | 0    | —        | —        | —      | —      | 18       | 2        |
| Bari (kölcsönben)            | Összesen         | Összesen         | 18    | 2    | 0     | 0    | —        | —        | —      | —      | 18       | 2        |
| Parma (kölcsönben)           | 2009–10          | Serie A          | 27    | 7    | 1     | 0    | —        | —        | —      | —      | 28       | 7        |
| Parma (kölcsönben)           | Összesen         | Összesen         | 27    | 7    | 1     | 0    | —        | —        | —      | —      | 28       | 7        |
| Juventus (kölcsönben)        | 2010–11          | Serie A          | 3     | 0    | 0     | 0    | —        | —        | 6      | 0      | 9        | 0        |
| Juventus (kölcsönben)        | Összesen         | Összesen         | 3     | 0    | 0     | 0    | —        | —        | 6      | 0      | 9        | 0        |
| Brescia (kölcsönben)         | 2010–11          | Serie A          | 13    | 0    | 0     | 0    | —        | —        | —      | —      | 13       | 0        |
| Brescia (kölcsönben)         | Összesen         | Összesen         | 13    | 0    | 0     | 0    | —        | —        | —      | —      | 13       | 0        |
| Catania                      | 2011–12          | Serie A          | 11    | 1    | 2     | 1    | —        | —        | —      | —      | 13       | 2        |
| Catania                      | Összesen         | Összesen         | 11    | 1    | 2     | 1    | —        | —        | —      | —      | 13       | 2        |
| Grosseto (kölcsönben)        | 2012–13          | Serie B          | 16    | 2    | 0     | 0    | —        | —        | —      | —      | 16       | 2        |
| Grosseto (kölcsönben)        | Összesen         | Összesen         | 16    | 2    | 0     | 0    | —        | —        | —      | —      | 16       | 2        |
| Budapest Honvéd (kölcsönben) | 2012–13          | NB I             | 10    | 5    | 2     | 0    | 1        | 1        | —      | —      | 13       | 6        |
| Budapest Honvéd (kölcsönben) | Összesen         | Összesen         | 10    | 5    | 2     | 0    | 1        | 1        | —      | —      | 13       | 6        |
| Perugia                      | 2014–15          | Serie B          | 24    | 1    | 1     | 0    | —        | —        | —      | —      | 25       | 1        |
| Perugia                      | 2015–16          | Serie B          | 17    | 0    | 2     | 1    | —        | —        | —      | —      | 19       | 1        |
| Perugia                      | Összesen         | Összesen         | 41    | 1    | 3     | 1    | —        | —        | —      | —      | 44       | 2        |
| Novara                       | 2015–16          | Serie B          | 16    | 0    | 0     | 0    | —        | —        | —      | —      | 16       | 0        |
| Novara                       | Összesen         | Összesen         | 16    | 0    | 0     | 0    | —        | —        | —      | —      | 16       | 0        |
| Budapest Honvéd              | 2016–17          | NB I             | 25    | 11   | 2     | 1    | —        | —        | —      | —      | 27       | 12       |
| Budapest Honvéd              | 2017–18          | NB I             | 32    | 18   | 7     | 2    | —        | —        | 2      | 2      | 41       | 22       |
| Budapest Honvéd (kölcsönben) | 2019–20          | NB I             | 23    | 11   | 7     | 2    | —        | —        | 0      | 0      | 30       | 13       |
| Budapest Honvéd (kölcsönben) | Összesen         | Összesen         | 80    | 40   | 16    | 5    | —        | —        | 2      | 2      | 98       | 47       |
| Ferencváros                  | 2018–19          | NB I             | 28    | 16   | 4     | 1    | —        | —        | 2      | 0      | 34       | 17       |
| Ferencváros                  | 2019–20          | NB I             | 0     | 0    | 0     | 0    | —        | —        | 5      | 2      | 5        | 2        |
| Ferencváros                  | Összesen         | Összesen         | 28    | 16   | 4     | 1    | —        | —        | 7      | 2      | 39       | 19       |
| Adana Demirspor              | 2020–21          | TFF First League | 9     | 1    | 3     | 0    | —        | —        | —      | —      | 12       | 1        |
| Adana Demirspor              | Összesen         | Összesen         | 9     | 1    | 3     | 0    | —        | —        | —      | —      | 12       | 1        |
| Vicenza                      | 2020–21          | Serie B          | 0     | 0    | —     | —    | —        | —        | —      | —      | 0        | 0        |
| Vicenza                      | Összesen         | Összesen         | 0     | 0    | —     | —    | —        | —        | —      | —      | 0        | 0        |
| Karrier összesen             | Karrier összesen | Karrier összesen | 319   | 85   | 33    | 9    | 1        | 1        | 15     | 4      | 365      | 99       |

## Sikerei, díjai

### Klubcsapatokban
Budapest Honvéd
- Magyar bajnok: 2016–17[19]
- Magyar kupa: 2019–20[20]

 Ferencváros
- Magyar bajnok: 2018–19[21]

### Egyéni
- Az NB I gólkirálya: 2017–18,[22] 2018–19[23]
- Az év NB I-es játékosa a HLSZ szavazásán: 2016–17, 2017–18[24]
- Az év NB I-es játékosa, MLSZ Rangadó díj: 2017–18[25]